# 슈피헤른슈트라세역
슈피헤른슈트라세역(U-Bahnhof Spichernstraße)은 베를린 샤를로텐부르크빌머스도르프구 빌머스도르프에 있는 U3, U9의 환승역이다. U3 역사는 1959년 6월 2일, U9 역사는 1961년 8월 28일에 개통했다. U9 역사는 분데스알레(Bundesallee) 아래에, U3 역사는 슈피헤른슈트라세 아래에 위치해 있다.
역의 이름은 자르브뤼켄 남쪽 자르탈 중앙의 로렌 지역의 슈피헤른(프랑스어: Spicheren, 독일어: Spichern) 인근의 슈피허 고원(Spicherer Höhen)에서 왔다.

## 역사
건설 중이었던 G선과 AII/BII선의 환승을 위해서 기존 노선에 상대식 승강장이 두 곳 설치되었다. 당시의 뉘른베르거 플라츠역은 환승 및 역간거리 문제로 인하여 1959년 6월 2일에 폐역되었고 아우크스부르거 슈트라세역으로 대체되었다. 아우크스부르거 슈트라세역 부지에는 뉘른베르거 플라츠역의 복선 인상선이 있었기 때문에, 인상선을 본선으로 편입시킨 후 인상선 자리에 역사를 건설하는 방식으로 공사를 진행했다.
출구는 승강장 양쪽 끝으로 설치되어 있으며, 남쪽 출구는 U9 노선과의 환승 동선 확보를 염두에 두고 설계되었다. 두 상대식 승강장을 연결하는 지하 통로가 있고, 여에서 U9로의 환승 통로가 이어진다.
U9 노선은 개통 당시에는 슈피헤른슈트라세(분데스알레)(Spichernstraße (Bundesallee))역으로 개통했으며, 승강장 너비는 8.5 m이다. 북부 출구는 요아힘스탈러 슈트라세(Joachimsthaler Straße), 남부 출구는 대합실 및 U3 환승 통로로 연결되었다. 역사는 브루노 그리메크(Bruno Grimmek)가 설계했다. 개통 당시의 역사 벽면은 밝은 파란색, 육각형 지지 기둥은 어두운 파란색으로 칠해졌다. 대합실은 회색 타일과 분홍색, 흰색 모자이크를 사용했으며, 지지 기둥은 어두운 파란색으로 칠해졌다.
1961년부터 1971년까지는 U9 노선의 종착역이었으나 별도의 인상선이 설치되지 않았고 역 진입 직전에 선로 전환기가 설치되어 있었다. 1980년대 선로 보수 작업을 하면서 선로 전환기가 철거되었다. 1986년/1987년에는 U9 승강장에 새로운 내벽이 설치되었다. 가브리엘레 슈티를(Gabriele Stirl)이 악보를 모티브로 설계했다. 근처에 있었던 요아힘스탈 김나지움(Joachimsthalsches Gymnasium)이자 그 건물을 물려 받은 베를린 예술대학교의 음악학과와 연결되어 있다.
BVG는 2009년에 2011년부터 2013년까지 U3과 U9 승강장 모두로 연결되는 엘리베이터를 설치하겠다고 발표했다. 그보다 더 연기된 2020년 초에 비텐베르크플라츠/바르샤우어 슈트라세 방면 U3 승강장에 지상으로 연결되는 최초의 엘리베이터가 설치되었다. 두 번째로 크루메 랑케 방면 U3 승강장, 마지막으로 2020년 9월 U9 승강장에 지상으로 연결되는 엘리베이터가 설치되면서 모든 동선에 엘리베이터가 설치되었다. 그 과정에서 점자 블록이 설치되었고, U3 승강장은 새로운 아스팔트 포장, U9 승강장은 밝은 화강암질로 교체되었다. 전체 공사 예산은 450만 유로이다. 2021년 초에 전체 역사 개보수공사가 완료되었으며, 그 후 계단과 대합실 개보수공사가 진행될 예정이다.

## 인접 철도역
베를린 버스 204번으로 환승할 수 있다.
| 베를린 지하철 3호선                     | 베를린 지하철 3호선 | 베를린 지하철 3호선                              |
| --------------------------------------- | ------------------- | ------------------------------------------------ |
| 호엔촐레른플라츠 크루메 랑케 방면       | U3                  | 아우크스부르거 슈트라세 바르샤우어 슈트라세 방면 |
| 베를린 지하철 9호선                     |                     |                                                  |
| 귄첼슈트라세 라트하우스 슈테글리츠 방면 | U9                  | 쿠르퓌르스텐담 오슬로어 슈트라세 방면            |